# Philipp Zulechner
Philipp Zulechner (ur. 12 kwietnia 1990 w Wiedniu) – austriacki piłkarz grający na pozycji napastnika w Sturmie Graz.

## Kariera klubowa
Karierę rozpoczął w juniorskich zespołach Austrii Wiedeń. Później grał w młodzieżowej drużynie Admiry Wacker Mödling. Latem 2007 trafił do młodzieżowego zespołu Red Bull Salzburg. W czerwcu 2010 trafił do SV Grödig, ale na początku 2011 roku trafił do SV Horn. Przed sezonem 2013/2014 wrócił do SV Grödig. Zadebiutował w Bundeslidze w 1. kolejce sezonu ze Sturmem Graz. W meczu tym strzelił obydwa gole dla swojej drużyny, a mecz zakończył się wynikiem 2:0.
W styczniu 2014 podpisał kontrakt z SC Freiburg. W styczniu 2015 został wypożyczony na pół roku do Austrii Wiedeń. W czerwcu tegoż roku wypożyczenie zostało przedłużone o rok. W grudniu 2015 został wypożyczony do końca sezonu do BSC Young Boys. W sierpniu 2016 podpisał dwuletni kontrakt ze Sturmem Graz z możliwością przedłużenia o rok.

## Kariera reprezentacyjna
5 listopada 2013 po raz pierwszy został powołany do reprezentacji Austrii jako pierwszy w historii zawodnik SV Grödig. Dwa tygodnie później zadebiutował w kadrze w meczu z USA, w którym wszedł na boisko w 85. minucie.